# میشل برک
میشل برک (انگلیسی: Michelle Burke؛ زادهٔ ۳۰ نوامبر ۱۹۷۰) بازیگر اهل ایالات متحده آمریکا است.

## گزیده فیلمشناسی
از فیلم‌ها یا برنامه‌های تلویزیونی که وی در آن نقش داشته‌است می‌توان به آثار زیر اشاره کرد.
- مات و مبهوت (۱۹۹۳)
- سر مخروطی‌ها
- آخرین حرف
- مردان کوچک (۱۹۹۹-۱۹۹۸)